# ARHGAP29
ARHGAP29 — ген, расположенный на первой хромосоме человека в позиции 1p22, который кодирует Rho ГТФазно активируемый белок (GAP) 29, белок, который опосредует циклическое регулирование небольших, связывающих ГТФ белков, таких как RhoA.

## Функция
ARHGAP29 экспрессируется в развивающемся лице и может действовать в каскаде реакций ниже белка IRF6, влияя на черепно-лицевое развитие.

## Структура
ARHGAP29 содержит четыре домена, включая биспиральную область, взаимодействующую с Rap2, домен С1, область Rho ГТФазный домен и небольшую С-терминальную область, которая взаимодействует с PTPL1.

## Клиническое значение
Исследования генома  и мета-анализ показали связь локуса 1p22, содержащий ARHGAP29  с несиндромальной заячьей губой/волчьей пастью. Последующие исследования определили варианты редкого кодирования, включая нонсенс-мутации  и сдвиг рамки считывания у пациентов с несиндромной заячьей губой/волчьей пастью. Вывод о роли ARHGAP29 в черепно-лицевом развитии был сделан после того как у смежного гена ABCA4 не хватило функциональных или экспрессивных данных для его поддержки в качестве этиологического гена для несиндромной заячьей губы/волчьей пасти, хотя однонуклеотидный полиморфизм в гене ABCA4 был связан с этим заболеванием.